# Bonifica di Eraclea
Eraclea è costituita da un territorio che solo nel corso del terzo decennio del XX secolo ha visto cessare gli ostacoli all'insediamento umano ed ha visto modificare quelle condizioni idrogeologiche che avevano visto la Serenissima preferire l'impaludamento delle lagune di nord est all'interramento della Laguna di Venezia.
La scelta vitale della Repubblica di Venezia e dei suoi magistrati aveva infatti causato la totale inabitabilità di queste zone.

## Il territorio di Grisolera
Tra il 1700 ed il 1800, il quadro ambientale del territorio di Eraclea, ed in particolare le aree più vicine all'influsso del mare, era una gigantesca estensione di terre sommerse da acque “meschizze”, cioè salate e dolci mescolate, formate da canneti, melme e paludi: la zona era ben poco abitata ed erano presenti solamente due piccoli centri: Grisolera (poi Eraclea, con DPR 4 novembre 1950) e Cavazuccherina (poi Jesolo, con RD 28 agosto 1930).
In questa distesa di oltre 300 km quadrati, la presenza di paludi e della malaria, impedivano l'insediamento umano.

### La malaria
L'agente della malaria fu scoperto solo nel 1882, ma già si conosceva l'ambiente fisico che ne favoriva l'insorgere ed il suo diffondersi: le acque di ristagno e le paludi, soprattutto.
Anche il territorio eracleense, come una consistente parte dell'Italia, restava perciò inibito all'insediamento finché la malaria non fosse stata debellata e, contemporaneamente, la palude, che ne favoriva lo sviluppo, non fosse stata bonificata.
Combattere la malaria e bonificare erano perciò due aspetti di uno stesso problema che venne affrontato dallo Stato, a partire dal 1880, con una serie di provvedimenti.

### Il contesto
Il Veneto Orientale è stato uno dei maggiori laboratori ambientali dove, attraverso la bonifica integrale del territorio, furono sperimentati strumenti, tecniche e strategie per la bonifica idraulica, per la lotta antimalarica, per l'appoderamento e la successiva messa in produzione delle terre bonificate.
All'interno di quest'ambito, il Basso Piave è stato uno dei punti centrali a livello nazionale dell'esperimento, in quanto qui sono stati testati i meccanismi che poi sono serviti per la bonifica di tutto il territorio nazionale (ad es. l'agro pontino e la bassa del Po).
Proprio qui, infatti, per garantire l'efficacia e la continuità degli interventi, sono stati inventati i Consorzi di Bonifica.
In realtà, fino al primo Novecento, la bonifica fu prevalentemente opera di conquista terriera dei privati (Velluti, Treves dei Bonfili), i quali furono interventi parziali ed insufficienti ma utili per le esperienze che consentirono di raccogliere.
Applicazioni di quei principi di bonifica integrale che, dopo la scoperta di G.B. Grassi sul ciclo biologico della malaria, imposero il già citato e assai più largo e determinante intervento dello Stato, nell'ormai diffusa convinzione che solo dalla coordinata attuazione di opere pubbliche e private potesse fiorire la profonda e radicale successiva trasformazione di questi desolati territori.
Dalla legge Baccarini del 1882, che mirava al miglioramento delle condizioni igieniche e sanitarie, si ebbe notevole impulso alla bonifica ma, solo con la legge 22 marzo 1900, si videro i primi risultati e, comunque, l'iter legislativo fino a quelle successive alla prima guerra mondiale fu assai lento.
E finalmente, solo dopo le conclusioni liberamente maturate del Congresso nazionale delle bonifiche del 1922, tenutosi a San Donà di Piave, circa i principi della integralità della bonifica, si ottenne il risultato di concordare l'intervento statale, di disciplinare i rapporti con gli enti rappresentanti le proprietà e con le imprese private, e di attribuire ad ognuno di essi precise responsabilità, agevolandone le iniziative ma vincolandoli ad agire sul piano trasformativo fondiario-agrario per una più efficace e funzionale utilizzazione delle opere pubbliche.
Di lì a poco, nel 1923, la legge Serpieri ne raccolse le conclusioni.

### L'antefatto
Intorno al 1200 (stavano allora sorgendo i Comuni) esistevano, nella parte alta del comprensorio, le vaste “gastaldie” che la proprietà feudale (il duca, il vescovo, ecc.) era andata formando secondo gli ordinamenti fondiario-agrari-amministrativi di quei tempi.
Quasi tutti i centri di terraferma avevano scalo fluviale, e quasi tutti disponevano, nelle lagune, di uno scalo marittimo.
La linea di separazione fra la terraferma e la laguna eracliana, già rappresentata nei primi secoli dopo Cristo dalla fascia percorsa dalla via Annia (Altino, Fossetta, Gorgazzo, Musile, Fiorentina, Cittanova, Riva Zancana, Gainiga, S, Anastasio) si era arretrata per l'aumento del livello marino, lasciando al di sotto unicamente le zone di gronda dei fiumi che si protendevano, emerse e coltivate, anche dentro le zone palustri.
Le linee d'acqua per i traffici locali e con Venezia, nei secoli dal X al XV, oltre ai fiumi Sile, Piave e Livenza, comprendevano, la linea litoranea (Caligo, Vecchia Cava Zuccherina, Revedoli, Commessera) fino al Livenza, la linea del Grassaga (che da Cittanova volgeva verso Campo di Pietra, da un lato, e verso Sette Casoni e Revedoli, dall'altro), la Cava di Torre e la Fossa dei Frati (che dal Livenza portavano verso il Revedoli), ed infine La Fossetta (fra Sile e Piave).
Mancano dato demografici sicuri sulla popolazione della zona durante il Medioevo. Di certo c'è che, nel XIII secolo, l'abbandono delle lagune (Equilio, Eracliana, Caorle e altre minori), da parte di chi ormai lasciava le isole per tornarsene verso la terraferma o per trasferirsi a Venezia, divenne pressoché generale.
Nel territorio, dominato dalle acque, o lungo i fiumi, o nei centri lagunari, rimanevano poche migliaia di abitanti; era gente dedita a coltivare terre emerse, o a fruttare la produzione spontanea dei pascoli ai margini della palude, o a pescare nelle acque interne o, quando ciò era possibile, in quelle di mare.

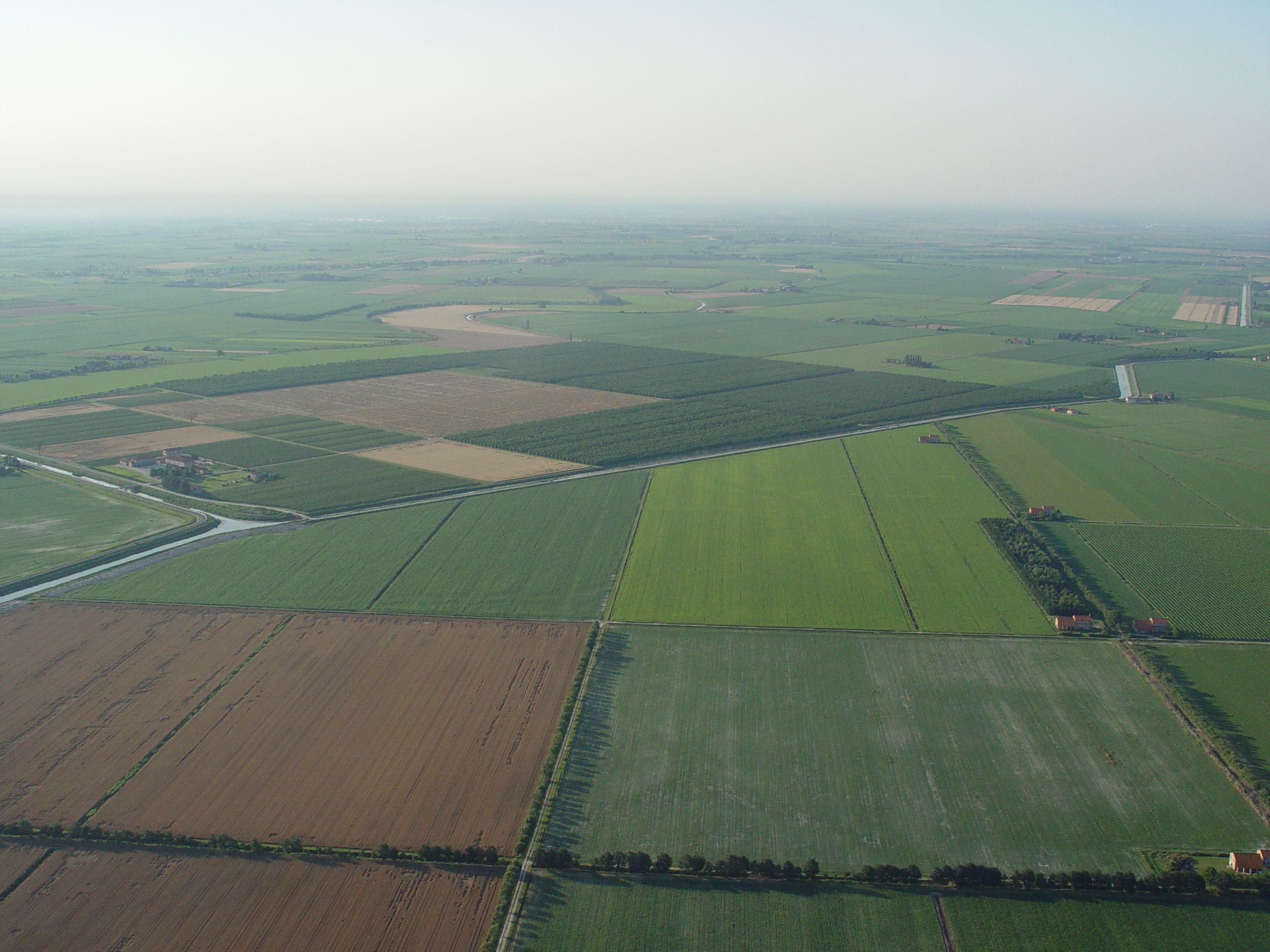
La campagna di Eraclea

Una parte dei giovani era imbarcata come marinai: o al servizio della Repubblica (su naviglio militare), o al servizio dei mercanti (su naviglio commerciale).
Quanto alle condizioni di vita nelle nostre zone, non va dimenticato che, in genere, i servizi mancavano dappertutto, e ciò influiva non poco sul loro abbandono.
La stessa acqua dolce per uso potabile, escluso quella delle dune, doveva essere prelevata con la barca risalendo le foci dei fiumi e costituiva quindi elemento raro ed assolutamente da non sprecare.
Le febbri avevano avuto, dal paludismo, un crescente sviluppo che determinava uno spopolamento continuo, non solo nell'estuario, ma anche nella vicina retrostante terraferma.
Era nozione antica che la trasformazione da ambiente salso, vivificato dalle maree, ad ambiente dolce o salmastroso, formato dalle alluvioni, favoriva il propagarsi della malaria, ma i fiumi continuarono ad imbonire e a dolcificare, trasformando le lagune in paludi e acquitrini.
A rarefare la popolazione contribuirono inoltre le pestilenze, delle quali gravissime furono quelle del 1342, del 1403, del 1576, del 1630, e del 1656; epidemie tutte aggravate, nel territorio di Eraclea, dalla impossibilità di una conveniente assistenza sanitaria.
Alla malaria persistente e alle ricorrenti epidemie di peste e colera, si aggiungeva, in queste zone, anche la pellagra, altra malattia endemica, caratteristica degli ambienti poveri e sottosviluppati.
La pellagra ha una storia non facile da ricostruire, stante il sovrapporsi delle diverse forme morbose, la scarsezza delle conoscenze mediche dell'epoca e la difficoltà congenita di prestare l'assistenza sanitaria.
Sono queste, descritte per sommi capi, le condizioni economico-sociali ed igienico-sanitarie della zona del Basso Piave alla fine del Settecento.
Con l'Ottocento, iniziarono i primi timidi tentativi di attenuare i malanni di una situazione idraulica così disordinata nel contesto di un'economia estremamente povera, finalizzati questi a recuperare qualche terreno all'agricoltura.

### Storia della bonifica
Prese il via così la volontà di bonificare e di consorziarsi, anche grazie alla precedente attività della Repubblica Veneta, sempre attenta alla gestione delle acque, fin dalla metà del XVI secolo, aveva promulgato norme finalizzate alla costituzione di appositi “consorzi” locali che avrebbero dovuto avere il compito di “ritrarre terra dall'acqua”.
Nel territorio, durante il XVII e XVIII secolo, i Consorzi si formarono perciò numerosi e, a seconda degli scopi, si distinguevano in: Consorzi “di scolo”, “di difesa”, e “di scolo e difesa”.
Un'importante organizzazione consortile prese vita al principio dell'Ottocento con lo scopo di migliorare il regime delle acque di tutto il territorio a valle di San Donà di Piave, territorio compreso fra il fiume Piave ed il collettore generale formato allora dai canali Grassaga, Lanzalunga, Taglio (altrimenti detto Scoladori) e Livenza Morta; venne cioè costituito il Consorzio di scolo “Ongaro”, che si estendeva per oltre 14.000 ettari con il compito, appunto, di coordinare gli scoli delle estesissime paludi di Grisolera, da San Donà a Revedoli.
Ma, in sede di attuazione della rete scolante, apparve evidente l'opportunità di distinguere la zona compresa fra San Donà e l'antico canale Ramo da quella che, partendo dal canale Ramo arrivava fino a Revedoli. Mentre la prima, infatti, doveva necessariamente scolare nel collettore generale, la seconda avrebbe potuto scolare anche direttamente verso il mare, senza perciò gravare sul collettore già fin troppo oberato.
Quest'ultima zona, infatti, costituiva una vera e propria unità idrografica che coincideva con il “Lago della Piave” che gli idraulici della Repubblica avevano formato duecento anni prima per deviare e scaricare il fiume verso il mare a S. Margherita.
Per questo, nel 1856, a valle del canale Piveran, fu costituito il Consorzio di scolo “Ongaro Superiore”, comprensivo del territorio fino al canale Ramo, ed il Consorzio di scolo “Ongaro Inferiore” che provvide a raccordare con nuovi canali le inalveazioni rimaste dell'antica scomparsa laguna, e a richiamare le acque ristagnanti dei cosiddetti “chiari di valle”.
Giova altresì ricordare che l'intero comprensorio disponeva di una difesa perimetrale che consentiva di escludere le acque esterne, salvo in caso di eventi eccezionali, costituita dagli “arzerini” del più volte ricordato “Lago della Piave”.
Così operando, le paludi di Grisolera, di Sette casoni, di Stretti, del Taglio, di Sincielli, di Cavanella, di Valle Tagli e di Tre Cai (per citare solo le principali), vennero condotte, con tre canali e rispettivi confluenti, a scaricare nella Livenza Morta (a Tezzon e Termine) e nel canale Ongaro (a Revedoli).

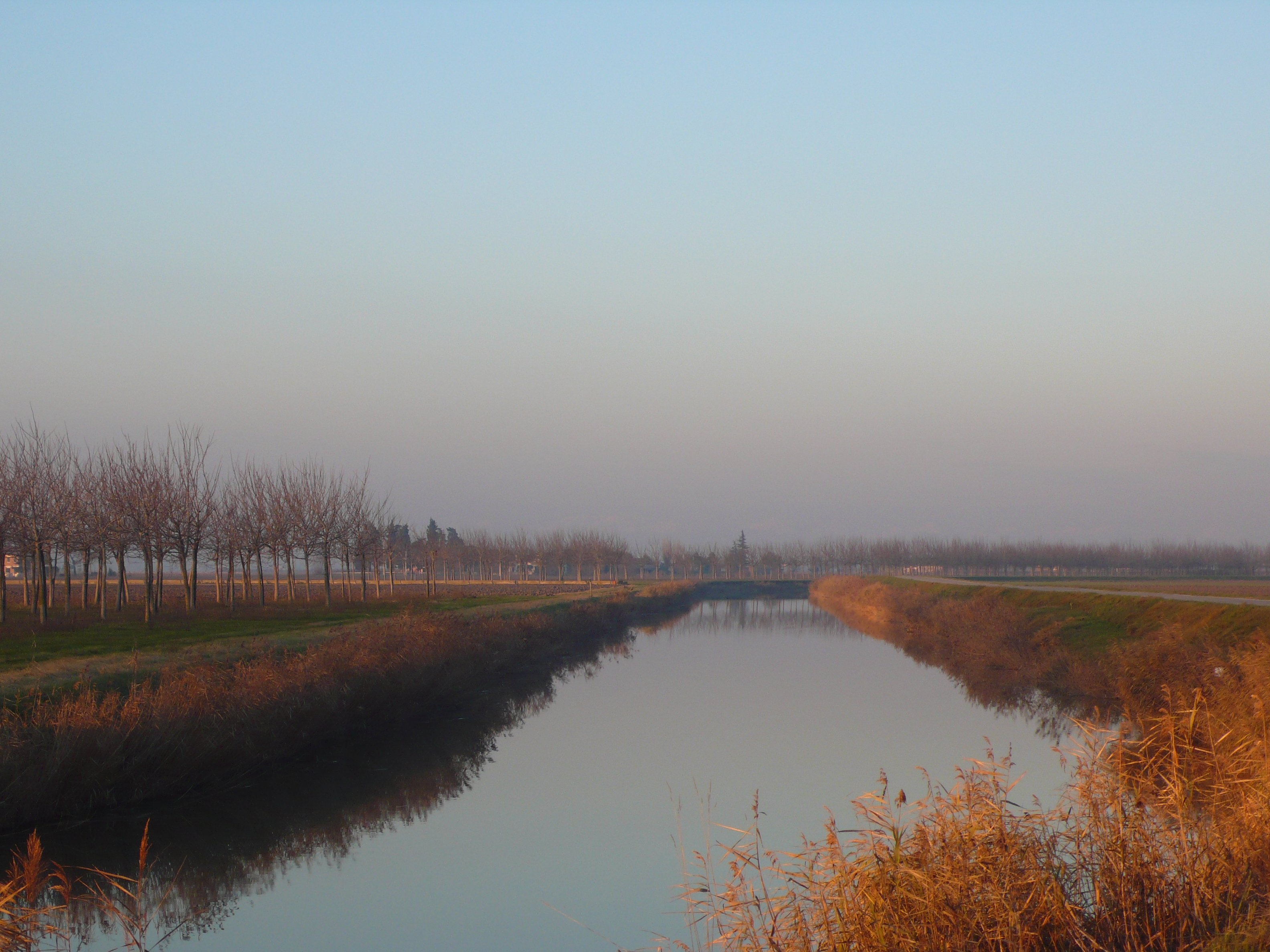
Canale consortile verso Brian

La rete immetteva nei canali esterni mediante manufatti provvisti di porte a vento o di paratoie, in modo da escludere rigurgiti e risalite delle piene e delle colme esterne.
In previsione del grande beneficio che i nuovi scoli avrebbero portato alle zone già paludive, dove la produzione e la raccolta dello strame e della canna potevano rappresentare nuova fonte di reddito, il canale Ongaro a Revedoli venne dotato di una piccola “conca di navigazione” che avrebbe reso possibile, anche in caso di imprevisti, il passaggio delle barche nei due sensi.
Ma vediamo adesso di esaminare nei particolare quello dei due che ci riguarda direttamente: il Consorzio di scolo e difesa “Ongaro Inferiore”.
Il perimetro originario di questo comprensorio coincide con quello dell'attuale bacino “di bonifica” e rappresenta, all'incirca, i limiti di quel più volte ricordato “Lago della Piave” che gli idraulici della Repubblica formarono nel 1664 per convogliarvi le acque del Piave Nuovo e farle scaricare a S. Margherita.
Si estendeva su 11.525 ettari, e venne costituito nel 1856 con sede a Venezia; curava il buon funzionamento di un'ampia rete di scolo delle estesissime paludi e valli (ettari 9.500) che andavano da Cittanova a Valle Tagli, e da Boccafossa ai Tre Cai, affinché il regime delle acque interne si mantenesse il più basso possibile e consentisse la coltivazione dei terreni di gronda del Piave e quelli della “alture” che il sistema deltizio dei fiumi Livenza e Piave aveva formato in regime lagunare.
La rete di scolo confluiva, rispettivamente, nel canale Termine, alla cui foce in Livenza Morta funzionava un sostegno con porte a vento, e nel canale Ongaro, dove il Consorzio aveva realizzato la già menzionata “conca di navigazione” per il transito delle barche cariche di strame che la palude produceva in abbondanza.
Lungo tutto il perimetro, da Cittanova agli Stretti, a Boccafossa, a S. Giorgio al Brian, a Guardacroce e a Revedoli, esistevano numerose chiaviche di scolo a paratoia o a porta a vento, per lo smaltimento delle acque meteoriche ma anche per impedire la risalita di quelle esterne che, soprattutto in concomitanza con l'alta marea, erano salate.
Lungo l'argine del Piave, esistevano due importanti chiaviche “di Presa” consortili, rispettivamente, in località Tortoletto a Grisolera, e in località Murazzetta a Tre Cai, che servivano a scaricare in periodi di magra ma, soprattutto, servivano per deviare acqua dolce per usi domestici e per il ravvivamento della rete interna. Esistevano inoltre due soprapassanti nel canale Crepaldo per portare verso nord l'acqua derivata.

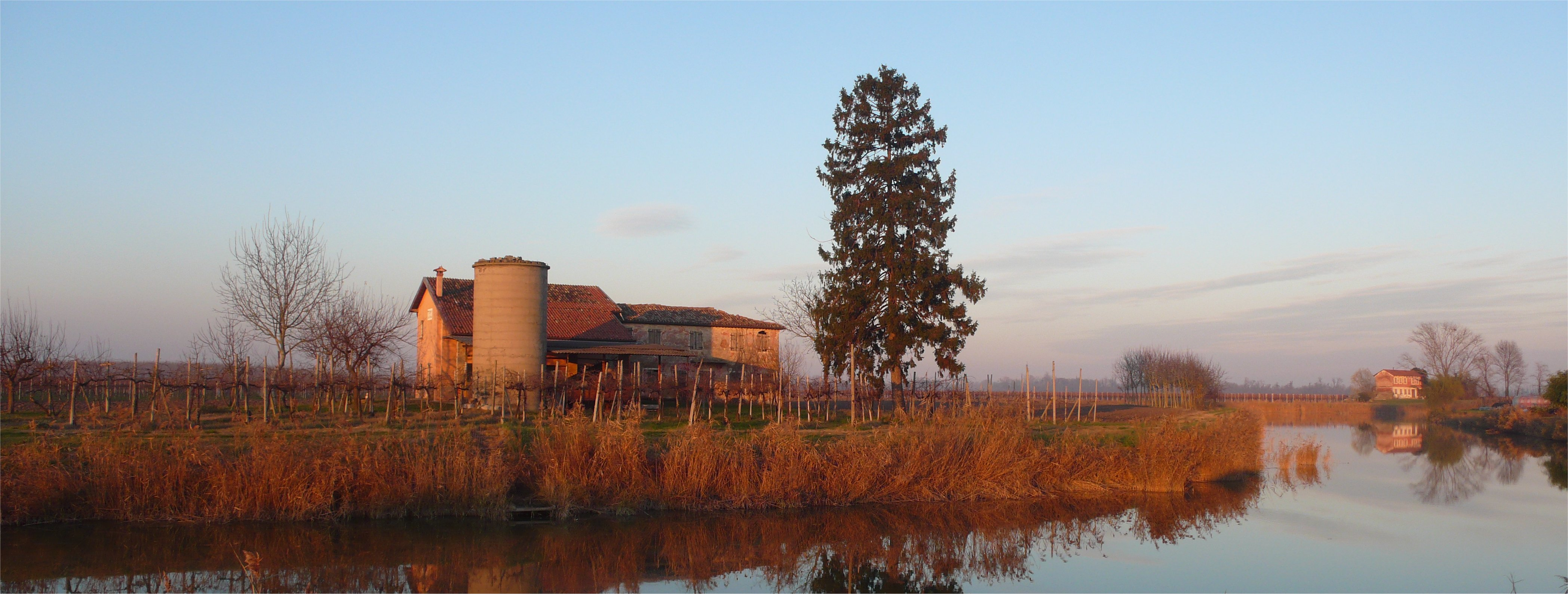
Il territorio d'inverno

Il Consorzio “Ongaro Inferiore” partecipò, con i Comuni del Basso Piave, alla costruzione del “Sostegno Brian”, da lui stesso promossa, alla foce del Livenza Morta in Commessera. Tale sostegno, realizzato nel 1877 come accennato in precedenza, aveva lo scopo principale di impedire la risalita delle acque salse e la propagazione delle colme marine nei periodi di scirocco.
Notevoli furono le opere (canali e manufatti) costruite dal Consorzio Idraulico nella seconda metà del XIX secolo per assicurare un buon regime delle acque all'interno del suo vasto territorio.
La rete scolante dell'odierno Bacino di Bonifica si identifica, per buona parte, con quella preesistente dello scolo naturale, la quale ha favorito, ancora prima del prosciugamento consortile, le iniziative bonificatorie di numerose ditte private proprietarie. Durante quel periodo (seconda metà dell'Ottocento), infatti, ben 12 bonifiche private a prosciugamento meccanico furono avviate nel territorio dell'Ongaro Inferiore.
Vale comunque la pena, prima di proseguire nell'esamina generale, di soffermarsi ancora a parlare dello sbarramento del Brian. Il manufatto, in realtà, era un'importante e grossa opera idraulica (per quei tempi) a nove luci, provviste di porte a vento, la cui porta centrale (dell'ampiezza di 6,00 ml.) immetteva in una conca di navigazione, munita di controporte, che permetteva il passaggio delle barche in qualsiasi condizione di marea.
I sostegno Brian, nella sua formazione originale, fu utilizzato per 55 anni, cioè fino al 1932 quando, dopo la sistemazione generale del Collettore da Grassaga alla foce, venne sostituito con l'attuale manufatto, collocato in destra del preesistente nell'antico alveo, intercluso, del Livenza Morta. Avvenne così che l'isolotto, appartenente a S. Stino e staccato all'origine con la deviazione del letto del Livenza stesso, tornò a congiungersi al suolo del proprio Comune.
Nella vecchia sede, benché seminterrati, sono ancora visibile e abbastanza ben conservati i ruderi del primitivo sostegno, mantenuti nella loro originaria posizione e recanti la storica lapide a ricordo di ciò che si riusciva a fare, in mezzo alle paludi, centocinquanta anni fa.
I consorzi idraulici, classificati di 3ª categoria e dei quali faceva parte l'Ongaro Inferiore, operavano amministrati da una rappresentanza elettiva, autonomi sì, ma sotto il controllo e la tutela della pubblica amministrazione che, comunque, li favoriva e li promuoveva conferendo ad essi sempre maggiori facoltà e prerogative.
Scopo comune di queste società di proprietari era quello di curare meglio la difesa idraulica e lo scolo dei terreni consorziati, mediante la manutenzione degli alvei esistenti e
l'apertura di nuovi canali e fossi, in modo tale da migliorarne l'assetto idraulico e con esso la produttività.
Le spese per tali lavori di interesse comune, erano ripartite proporzionalmente fra gli interessati a cura dei Consorzi, i quali avevano la facoltà di riscuotere l'imposta dopo aver ottenuto l'eventuale concorso alla spesa che la pubblica amministrazione talvolta concedeva.

## Le prime bonifiche
Se per “bonifica privata” si deve intendere quella bonifica che è stata fatta a sole spese e rischio dei proprietari, dobbiamo ammettere che, praticamente tutta l'attività bonificatoria precedente alla Legge 22-03-1900, n. 195, è tutta privata; sia quella individuale, realizzata dalle singole proprietà, e sia quella consortile, realizzata da un singolo soggetto per conto di una collettività compresa in una unità territoriale interessata da un servizio idraulico comune.
È solo con quella Legge, infatti, che lo Stato interviene, visto il pubblico interesse della bonifica, a finanziarla e a rendere pubbliche le principali opere. In precedenza, invece, la bonifica interessava lo Stato solo o soprattutto per il problema igienico-sanitario reso assai grave dalla infezione malarica che costituiva la desolante caratteristica dei luoghi umidi.
Al contrario, l'azione privata dei proprietari aveva finalità economiche e tendeva a liberare i terreni dalla sofferenza idraulica o, addirittura, dalla loro soggiacenza alle acque permanenti, al fine di poterli coltivare. Sofferenza e soggiacenza addebitabili o alla collocazione depressa rispetto al livello del recipiente (mare o emissari ad esso collegati) o alla mancanza di reti di scolo capaci di condurre le acque superflue al recipiente stesso. A questa azione era necessariamente abbinata quella difensiva, finalizzata ad evitare l'invasione delle acque “esterne” che, specie in occasione di alluvioni, minacciavano seriamente quanto bonificato.
Verso la metà del XIX secolo, si diffuse l'impiego del motore, per cui, i proprietari di quei terreni che non potevano essere liberati dalle acque permanenti mediante la semplice sistemazione degli scoli (bonifica a deflusso naturale), intravidero la possibilità di liberarli mediante il prosciugamento meccanico (bonifica a scolo artificiale).
E così cominciarono nel Basso Piave le prime bonifiche “meccaniche”, realizzate in proprio dagli agricoltori proprietari facendo ricorso a mezzi e criteri necessariamente scarsi perché rapportati ai tempi ma non alle necessità.
La storia e le vicende di queste prime bonifiche sono risultate comunque assai importanti per aver maturato l'esperienza che ha consentito poi di affrontare imprese molto maggiori e per aver formato negli agricoltori e nelle maestranze quelle specializzazioni che sarebbero diventate utilissime in seguito.
In ogni caso si può affermare, senza tema di smentita, che tutte le bonifiche private dell'epoca erano carenti sia nelle arginature che nelle idrovore, mancando inoltre un po' ovunque di una riserva che consentisse loro di affrontare gli imprevisti e le frequenti avarie.
Inoltre, molto spesso, i rifornimenti agli impianti (di carbone, legna o strame) e le riparazioni, erano ostacolati dalla assoluta impraticabilità di certe zone nei momenti di pioggia, cioè proprio quando sarebbe occorso pompare di più.
Così, non poche erano le bonifiche private che trascorrevano l'inverno in sommersione, in modo tale che il loro prosciugamento riprendeva a primavera inoltrata per le semine del mais e doveva interrompersi in ottobre con l'inizio della nuova stagione di piovosità. In questi casi, la raccolta del granoturco con la barca non era una rarità.
Come naturale conseguenza, il risultato economico cui mirava il bonificatore, troppo spesso veniva a mancare e molte imprese sono fallite, a volte, con il sacrificio di patrimoni familiari consistenti.
Tutte queste vicissitudini della bonifica privata hanno finito per dimostrare come le sistemazioni idrauliche, stante il prevalente interesse generale, dovessero essere affrontate con largo intervento di denaro pubblico.
E fu così che finalmente, al principio del Novecento, la politica della bonifica ha cominciato ad assumere quel ruolo di alto ed integrale sviluppo che ha portato gradualmente a redimere vastissimi territori.
Per avere un chiaro metro di giudizio di quel periodo, sempre dell'inizio del Novecento parliamo, dovremo prima esaminare lo “status” delle bonifiche private nel Basso Piave, che erano una cinquantina. Ovviamente, per ragioni di spazio e di interesse ci limiteremo ad esaminare quelle che interessavano il territorio di Eraclea, allora Grisolera.

### Bonifica Berengan – In località Cittanova
Aveva un'estensione iniziale di 75 ettari e venne iniziata nel 1893 dalla ditta Galliccioli, che la cedette poi all'ing. Alessandro Berengan, il quale la dotò di un'idrovora con centrifuga da 600 litri al secondo, della Società Veneta di Treviso, con motore a gas povero da 40 HP.
La sua efficienza consentì di aggregare ad essa le vicine proprietà Fornasari e Sammartini.
Distrutta durante la ritirata degli Austriaci, nell'ottobre del 1918, venne ricostruita ed elettrificata da Magistrato alle Acque nel 1920.
Funzionò fino all'inizio del prosciugamento consortile del 1924, quando fu aperto il canale Emo I.	L'Azienda Berengan passò poi in proprietà Levada e, successivamente in proprietà Moizzi.

### Bonifica Ancillotto – In località Busatonda
Aveva un'estensione di circa 130 ettari ed era collocata lungo il canale Taglio (Brian), confinando con il canale Nero e con la palude dei Sette Casoni. Nell'angolo a sud del tenimento, preso l'odierna provinciale via G. Ancillotto, sorgeva l'impiantino idrovoro dotato di turbina, azionata da locomobile, che scaricava in palude.
La bonifica, eseguita dalla ditta F.lli G. e A. Ancillotto, risalente al 1876 circa, diede risultati soddisfacenti perché insita in una zona poco torbosa, costituita da terreni di recente alluvione, relativamente alti, trattandosi delle propaggini delle “alture di Staffolo, ma anche perché il suo regime idraulico non ha riservato grosse sorprese alla difesa del tenimento.
Subì la distruzione bellica del 1918 e riprese con l'avvento della bonifica dell'Ongaro Inferiore, nel 1922.

### Bonifica dei Tre Cai – In località Tre Cai
Misurava complessivamente 800 ettari circa, ed era compresa fra i canali Murazzetta, Crepaldo e Revedoli, con la limitazione a sud dell'argine sinistro del Piave.
Il primo tentativo di bonificazione fu tentato dalla ditta Co. Gera di Conegliano che, con apposita apertura nell'argine del Piave, si riprometteva la “colmata” della palude con l'utilizzo dei materiali portati dalle torbide del fiume.
La “colmata”, però, progredì assai scarsamente tanto che, dopo alcuni anni, vi dovette rinunciare; si pensi, in proposito, che la superficie a cultura nell'azienda, intorno al 1860, era di appena 70 ettari (meno del 10%), cioè solo quelli che emergevano sul livello permanente delle acque.
Il tenimento, che nel frattempo era passato in proprietà ad Antonio Papa, venne acquistato, nel 1871, da Paul Accariè, ex ufficiale francese capitato, non si sa bene come, a Grisolera, con moglie e capitali, dopo la guerra franco-prussiana.
Esperto agricoltore, tentò, ma anche lui senza successo, la coltivazione delle terre emerse e l'utilizzazione dei molti pascoli disponibili con bestiame da allevamento.
Dopo vicissitudini varie e sicuramente poco fortunate, ed alquanto indebitato, ritornò in Francia dopo aver venduto il fondo all'ing. Ongaro di Venezia.
L'immenso territorio venne infine bonificato radicalmente dalla subentrata ditta del barone Treves de Bonfili di Padova che, nel 1910, ne realizzò il prosciugamento meccanico con un impianto, dotato di due motori Diesel Sultzer da 50 HP e due centrifughe da 700 litri al secondo, che scaricava nel canale Revedoli.
Tutto il perimetro esterno venne difeso con arginature, in parte preesistenti. La rete di scolo e quella stradale, prontamente realizzate, resero possibile il dissodamento e la messa a
coltura, previo appoderamento, di tutta la tenuta tanto che, nel 1914, risultavano già costruite venticinque case coloniche per mezzadri ed un centro aziendale.
Le prime produzioni furono però incerte e sicuramente tali da non compensare le spese colturali. Per tre anni lo scarno raccolto restò tutto ai mezzadri ed in tal modo il costo indiretto della bonifica si fece più gravoso.
Poi, il primo conflitto mondiale e l'invasione austroungarica, paralizzarono a Tre Cai ogni attività e la distruzione dell'idrovora vi ripristinò il regime palustre.
Nel 1920 il Magistrato alle Acque ricostruì prontamente l'impianto, installandovi due motori elettrici da 60 HP ed uno termico diesel di riserva, rimettendo così in asciutto il territorio e permettendo alla proprietà di riprendere la coltivazione del fondo, la ricostruzione dei fabbricati e delle strade, e la riapertura della rete di scolo.
Tre anni più tardi, la bonifica privata cessò il proprio funzionamento essendo iniziato quello del Consorzio Ongaro Inferiore.

### Bonifica di Valle Livenzuola – In località Livenzuola (ora Eracleamare)
La ditta Pasti F.lli di Verona acquistò, nel 1913, tutto il territorio, di circa 850 ettari, compreso fra il canale Revedoli ed il Mare Adriatico, e lo prosciugò, previa arginatura, per mezzo di un'idrovora posta a cavaliere dell'argine del canale Revedoli stesso, nella medesima sede dell'attuale impianto consortile.
L'idrovora, dotata di due centrifughe da 900 litri al secondo ed azionata da motori ad olio pesante, consentì di trasformare e sistemare rapidamente un territorio vallivo e palustre dove, prima di allora, si erano esercitate solo la pesca e la caccia, e dove si raccoglieva solo strame destinato, per lo più, alle fornaci.
Nel 1917, quando gli Austroungarici occuparono il territorio, l'azienda, nonostante le difficoltà derivanti dal salso che impregnava il suolo, era già in produzione e disponeva di un'ampia corte centrale, di tre fabbricati rurali e di stalle con bestiame da carne.
La distruzione bellica di quanto faticosamente realizzato fu totale, ma il ripristino cominciò immediatamente, nel 1919.
Reperite i pezzi di macchine che erano stati asportati per neutralizzare l'idrovora, fu possibile riprendere a prosciugare e, già nel 1921, la coltivazione era tornata alla normalità.
Con la bonifica della zona interna, i Pasti, e Marco Aurelio in particolare, avviarono anche il rimboschimento di quella a mare, per circa 100 ettari di dune, mediante semine e trapianto di “pino domestico”. Di detto rimboschimento oggi si avvale l'assetto turistico che fa di Eraclea Mare, così si chiama ora la località, uno centri balneari più alberati del litorale.
La bonifica privata cessò di funzionare nel 1926, quando le valli Livenzuola e Ossi divennero il 3º bacino del Consorzio Ongaro Inferiore.

## Distruzione e ripristino
Con l'entrata in guerra dell'Italia (24 maggio 1915), ed in particolare con l'invasione austriaca del Veneto ed assestamento del fronte sul Piave, le bonifiche del territorio furono interrotte fino alla fine del conflitto.
Tutto il Basso Piave, e non solo Eraclea, fu coinvolto nel disastro causato dalla guerra. Le due bonifiche ultimate, ed ormai poste a normale produzione agricola, furono totalmente distrutte. Il Consorzio Cavazuccherina fu allagato subito mentre il Consorzio Ongaro Superiore e tutte le bonifiche private vennero mantenuti asciutti fino all'ottobre del 1918 quando furono allagati dagli occupanti, mediante distruzione delle idrovore, solo al momento della loro ritirata.
Dopo l'armistizio di Vittorio Veneto, la situazione, per quanto attiene alla bonifica, era tornata ad essere desolante come nella seconda metà del secolo precedente.
Per riprendere i programmi bisognava, innanzitutto, ripristinare ciò che la guerra aveva distrutto.
I provvedimenti per il pronto riatto delle opere bonificatorie furono in realtà tempestivi grazie al Magistrato alle Acque che ne fu promotore e seppe ottenere, subito, dallo Stato tutto quanto occorreva per fare presto.
Vennero costruiti o ripristinati, con la continua assistenza dello stesso Magistrato e degli Uffici del Genio Civile, tutti gli impianti idrovori consortili e privati (circa 60), le arginature, i manufatti, le strade e i ponti, per dar modo alle aziende agricole di riavviare rapidamente la produzione, più che mai necessaria, per alimentare un Paese appena uscito da una guerra lunga e massacrante.
I lavori di riattivazione consentirono anche opportuni ammodernamenti ed alcuni adeguamenti, specie nei macchinari idrovori.
Entro il 1919, comunque, l'essenziale era già ripristinato ed il prosciugamento meccanico ovunque ripreso, con eliminazione di allagamenti e di sommersioni.

## Il Congresso delle Bonifiche
Mentre, durante gli anni 1919-1922, i ripristini procedevano alacremente, due dei Consorzi del Basso Piave stavano affrontando ex novo la sistemazione idraulica dei loro comprensori, ed il Consorzio Ongaro Inferiore, sulla base del nuovo progetto esecutivo dell'ing. Guiotto, era uno di questi.
Si presentava però serio, il problema della trasformazione agraria; problema che interessava un territorio palustre di non meno di quindicimila ettari di recente prosciugamento, e che si univa a molti altri, non sempre tecnici, ma anche agronomici, economici, finanziari, igienici e sociali, e, pure essi prossimi a diventare attuali.
Nel sandonatese incombeva infatti, nelle zone prosciugate, il problema igienico; un problema che riguardava le popolazioni residenti, con i 20.000 malarici dichiarati nel mandamento negli anni 1919-20, ma che avrebbe riguardato anche tutta la nuova gente rurale da impiegare nella citata trasformazione agraria.
Era inoltre il momento in cui, a Roma, si stava preparando una nuova legge sulle bonifiche, ed occorreva trovare un'occasione temporale ed una sede in cui dibattere tutti i problemi collegati alle bonifiche stesse.
Che il momento fosse veramente cruciale ed improrogabile lo dimostravano
a) la situazione economico sociale di una nazione provata da una lunga guerra;
b) il particolare stato di distruzione che il conflitto aveva lasciato nel Veneto invaso dall'esercito nemico, specie nel Basso Piave, dove la guerra aveva infuriato per un lungo anno;
c) la disoccupazione che affliggeva tante famiglie di reduci;
d) il fabbisogno alimentare che sollecitava iniziative per una maggiore produzione agricola;
e) la situazione igienica, precaria nelle zone costiere italiane, per la presenza dell'infezione malarica.
Tutte queste circostanze suggerirono, alla Federazione delle Bonifiche e all'Istituto Federale di Credito di Bonifica del Basso Piave, di indire, per il marzo 1922, a San Donà un Congresso Regionale Veneto delle Bonifiche, anche se tutti intuirono subito che poteva e doveva essere un Congresso Nazionale.
Convennero infatti a San Donà uomini di governo, direttori generali dell'Agricoltura, della Bonifica, del Credito, della Colonizzazione, di Istituti Ospedalieri, ed una varietà docenti universitari (igienisti, agronomi, idraulici, economisti, ecc.).
Dal Congresso doveva venire la voce dell'esperienza per discutere e risolvere i tanti problemi della Bonifica. E la voce venne e la discussione fu ampia, esauriente, ricca di pareri e di proposte.
Eccone i punti cardine:
- per prima cosa, fu messa in rilievo la situazione igienica e denunciato il rischio cui erano esposte sia le maestranze, occupate nei lavori di sistemazione idraulica e della trasformazione fondiaria, e sia i contadini che avrebbero dovuto poi dedicarsi alla lavorazione delle nuove terre;
- con la bonifica dei territori, si sarebbero dovuti sottrarre i lavoratori alla malaria, ma anche, alla disoccupazione e all'indigenza. Per fare questo occorreva allargare il concetto iniziale: se cioè la bonifica idraulica era “il mezzo” e quella agraria “il fine”, si sarebbe dovuto riconoscere l'inscindibilità dei due problemi; ed il Congresso lo fece;
- il lato più importante dell'impresa bonificatoria era la scelta del tipo di conduzione, specie nella media e grande proprietà, e dei mezzi necessari per arrivarci. Si parlò a lungo di appoderamento, di conduzione unita, di bovarie, di partitanze, di “chiusure” e di un'altra infinità di sistemi di conduzione che furono seriamente analizzati ed ampiamente discussi, illustrandone pregi e difetti. Fra tutte le spese da sostenere, quella dei fabbricati era la più gravosa. E d'altronde, la necessità di immettere manodopera, reclamava la disponibilità di abitazioni da collocare o sul fondo o in nuove borgate;
- la trattazione di tutti questi problemi della bonifica agraria, rese evidenti i rischi della “impresa agricola”, base dell'economia dei bonificatori e fece capire che i progetti agronomici dovevano precedere quelli idraulici e che, con l'assoluto rispetto del problema igienico, occorreva prevedere le caratteristiche del definitivo assetto territoriale, prima ancora di decidere circa la sua sistemazione idraulica;
- il Congresso riconobbe inoltre necessario che la bonifica fosse sempre integrata da “opere complementari”, quali acqua potabile, strade, servizi, per assicurare alle popolazioni il necessario benessere; riconobbe, infatti, che il basso tenore di vita, la miseria economica e fisiologica, aprono sempre la via alle epidemie;
- benché “Regionale”, il Congresso trattò anche i problemi della bonifica nel Mezzogiorno e nelle Isole, riconoscendo le enormi diversità di ambiente fisico, economico e sociale;
- molte cose furono dette anche a proposito dei problemi finanziari. Per la bonifica idraulica in particolare, si lamentava da ogni parte l'onerosità del finanziamento provvisorio che costava “fin'anco il 10% e la difficoltà e la lentezza nell'ottenere quello definitivo. Tutto ciò erodeva il contributo statale, elevando dal 30% previsto al 50% reale circa la residua quota a carico della proprietà;
- altro problema discusso dal Congresso fu quello degli strumenti, degli istituti e delle competenze, relativi all'attuazione delle bonifiche italiane nell'ottica dell'aiuto che ne sarebbe derivato a bonificatori e Consorzi dalla legge in corso di preparazione;
- ed infine, per quanto riguarda gli Enti concessionari circa l'esecuzione e la gestione della bonifica, la responsabile figura del Consorzio “del tipo veneto” o, più precisamente, “del tipo sandonatese”, venne da tutti applaudita e raccomandata, sottolineandone però la natura giuridica poco chiara (pubblica o privata?).

Alla chiusura dei lavori, tenuti al teatro Verdi, gli auspici espressi dal Congresso rappresentarono le nuove linee guida su cui la bonifica in Italia si doveva incamminare.
Era necessario che fosse stato capito e fissato il concetto della “integralità” della bonifica (idraulica-agraria-igienica), eliminando ogni disgiunzione di problemi e competenze concentrando, al centro, i relativi servizi.
Il Congresso propose che i Consorzi fossero necessariamente di natura “pubblica” e non più “privata”, pur conservando alcune caratteristiche ed una spiccata struttura privatistica. Ravvisò inoltre la necessità che la nuova legge ammettesse fra quelle pubbliche, anche le opere complementari della bonifica, come l'acqua potabile, le strade, l'irrigazione, i rimboschimenti, le sistemazioni montane e la piccola bonifica.
Norme rigorose vennero richieste per la lotta antimalarica, con eventuali sanzioni per gli inadempienti, proponendo, addirittura, che tale infezione fosse considerata, per le maestranze, come un vero e proprio “infortunio sul lavoro” con le conseguenze del caso.
Il Congresso evidenziò anche la eccessiva onerosità della bonifica e propose che lo Stato contribuisse con una quota del 60% nelle opere di sua competenza, e che si assumesse anche le quote poste a carico della Provincia e del Comune, essendo questi notoriamente “Enti che non pagano”. Anche per lo opere di trasformazione agraria, visti i costi, propose un congruo contributo dello Stato o, quanto meno, agevolazioni sul credito del tipo di quanto disposto per l'Agro Romano.
Concludendo, il Congresso di San Donà del 1922 diede ampia dimostrazione dell'aiuto che la bonifica poteva dare nel risollevare economicamente il Paese. Dimostrò che dal denaro investito nella bonifica, lo Stato avrebbe tratto largo profitto, e riconobbe che il bonificatore veneto aveva intrapreso la strada giusta e rappresentava un esempio da seguire. Confermò infine che la bonifica attendeva con fiducia la pubblicazione della nuova legge, contando che mancassero poi i mezzi per applicarla.